# Starý Kolín
Starý Kolín är en ort i Tjeckien.   Den ligger i regionen Mellersta Böhmen, i den centrala delen av landet, 60 km öster om huvudstaden Prag. Starý Kolín ligger 201 meter över havet och antalet invånare är 1 561.
Terrängen runt Starý Kolín är huvudsakligen platt, men åt sydväst är den kuperad.Runt Starý Kolín är det ganska tätbefolkat, med 134 invånare per kvadratkilometer. Närmaste större samhälle är Kolín, 7,0 km väster om Starý Kolín. Trakten runt Starý Kolín består till största delen av jordbruksmark.